# Pies and Guys
Pies and Guys (br.: Meu querido lorde) é um filme de curta-metragem estadunidense de 1958 do gênero "Comédia", dirigido por Jules White para a série com Os Três Patetas. É o  185º de um total de 190 filmes, produzidos pela Columbia Pictures entre 1934 e 1959. E também é a terceira adaptação da história de Pigmaleão feita para o trio.

## Sinopse
Dois psicólogos renomados, os professores Quackenbush (Milton Frome) e Sedletz (Gene Roth, chamado de professor Guardanapo na dublagem brasileira) realizam uma aposta: Quackenbush diz que poderá fazer com que três encanadores incultos e atrapalhados se tornem cavalheiros refinados ao final de um determinado período de tempo e que pagará ao professor Sedletz mil dólares se não conseguir. Os Patetas aceitam se submeterem ao treinamento de boas maneiras e regras de etiqueta dado pelo professor e por sua bela assistente Lulu (Greta Thyssen). O teste final é um jantar para a alta sociedade, onde os Patetas são convidados de honra e devem demonstrar o que aprenderam durante o seu curso. Mas as coisas começam a dar errado quando Joe começa a cometer pequenos furtos e é pego escondendo a prataria nos bolsos. A festa acaba em uma tremenda guerra de tortas e com isso o professor Sedletz ganha a aposta.